# Rosa schischkinii
Rosa schischkinii är en rosväxtart som beskrevs av Juzepczuk. Rosa schischkinii ingår i släktet rosor, och familjen rosväxter. Inga underarter finns listade i Catalogue of Life.